# 群馬県道162号八木原停車場線
群馬県道162号八木原停車場線（ぐんまけんどう162ごう やぎはらていしゃじょうせん）は上越線八木原駅前から国道17号半田交差点まで走行している都道府県道である。

## 概要
渋川市内の八木原地区および半田地区を走行しているが、この県道は全線が群馬県道26号高崎安中渋川線と重複するため、地図においても主要地方道高崎安中渋川線と表記されている。八木原停車場線の案内標識はわずかに残っていたが、国道17号の前橋渋川バイパス建設の際にすべて撤去された。

### 路線データ
- 起点：JR八木原駅前[1]
- 終点：渋川市半田1737番[1]（国道17号交点〈半田交差点〉）

## 歴史
- 1959年（昭和34年）9月18日：群馬県より現・道路法に基づき、県道八木原停車場線（八木原停車場 - 一級国道17号線交点〈渋川市半田〉、整理番号79）が路線認定される[2]。

## 通過する自治体
- 群馬県
  - 渋川市